# غرانت يونغ
غرانت يونغ (بالإنجليزية: Grant Young)‏ هو موسيقي أمريكي، ولد في 5 يناير 1963 في آيوا سيتي في الولايات المتحدة.

## وصلات خارجية
- غرانت يونغ على موقع ميوزك برينز (الإنجليزية)
- غرانت يونغ على موقع ديسكوغز (الإنجليزية)